# Неклюдов, Сергей Михайлович
Сергей Михайлович Неклюдов (1846—1912) — адвокат, псковский земский деятель, член Государственного совета по выборам.

## Биография
Из потомственных дворян Псковской губернии. Землевладелец той же губернии (родовые 5840 десятин и приобретенные 3828 десятин), домовладелец Санкт-Петербурга.
Отец - Михаил Михайлович Неклюдов (1810-1868)
Мать - Анна Стефановна (урожденная Беклешова) (1816-?)
Среднее образование получил в Санкт-Петербургской 1-й гимназии, которую окончил в 1863 году с золотой медалью. Затем слушал лекции в Гейдельбергском университете, поскольку Санкт-Петербургский университет был закрыт из-за студенческих волнений. По открытии университета поступил на физико-математический факультет университета, который окончил в 1867 году со степенью кандидата естественных наук. Занимался преимущественно физиологической ботаникой и, как член-учредитель Общества естествоиспытателей, участвовал в съездах естествоиспытателей. Желая продолжить свое образование, поступил вольнослушателем на юридический факультет Петербургского университета и в 1870 году получил степень кандидата прав. По предложению профессора Градовского, был оставлен при университете для приготовления к кафедре государственного права.
Вынужден был оставить научную деятельность в силу семейных обстоятельств. В 1871 году поступил помощником к присяжному поверенному В. Н. Герарду и явился одним из основателей комиссии помощников присяжных поверенных. В 1871—1907 годах состоял почетным мировым судьей по Островскому округу, в 1872 году был председателем съезда мировых судей Островского уезда. В 1877 году был выслан в Вологодскую губернию за речь на земском собрании 7 января 1877 года против ассигнования денег на войну.
Более 20 лет состоял присяжным поверенным, после чего оставил адвокатуру и посвятил себя сельскому хозяйству и земской деятельности. Избирался гласным Островского уездного и Псковского губернского земских собраний, состоял членом экономического совета земства. Несколько раз был членом Сельскохозяйственного совета при Министерстве земледелия, участвовал в разных комиссиях и комитетах по вопросам сельскохозяйственным, тарифным и прочим. Часто посещал Западную Европу, интересуясь наблюдением местных социальных и аграрных условий, а также изучал там некоторые технические и санитарные вопросы, имеющие значение для земского хозяйства. По общественным взглядам близок к Д. Н. Шипову, участвовал в общеземских съездах по избранию псковского земства. Был членом центрального комитета Союза 17 октября.
25 марта 1906 года избран членом Государственного совета от Псковского губернского земства (в 1909 году — переизбран). Входил в группу центра, был членом её правого кружка, с 1911 года — правый центрист. В 1912 году выбыл из состава Госсовета в связи с окончанием срока полномочий.
Умер в 1912 году. 

## Брак и дети
Жена - Зинаида Леонидовна Львова (1851-1925). В браке родилось двое детей:
- Михаил (1873-?)
- Лев (1876-?)